# Wig Wam
Wig Wam — норвезький рок гурт, який належить до жанру глем-металу та імітує стиль рок-гуртів 1980-х років.

## Євробачення
На Євробаченні 2005 Wig Wam представляли Норвегію. З піснею «In My Dreams», яка була написана гітаристом Teeny, вони завоювали своїй країні дев'яте місце у Києві. Пісня одразу ж стала хітом в Норвегії та в інших скандинавських країнах.

## Історія гурту
Гурт Wig Wam заснований у 2001 році.
У 2004 році гурт випустив свій дебютний альбом «667 … The Neighbour Of The Beast», який також був виданий у Швеції. Серед інших пісень, на альбомі була кавер-версія пісні Mel C. I Turn to You. Після виступу на Євробаченні в Україні, Wig Wam видали альбом у всій Європі з новою назвою «Hard To Be A Rock'n'Roller…In Kiev», куди потрапив хіт «In My Dreams».
У листопаді 2005 року гурт видав свій перший DVD 'Rock 'N' Roll Revolution 2005'.
В березні 2006 року гурт видав другий повноцінний альбом Wig Wamania.

## Учасники
- Glam (Åge Sten Nilsen) — вокал
- Teeny (Trond Holter) — гітара
- Flash (Bernt Jansen) — бас-гітара
- Sporty (Øystein Andersen) — ударні

## Дискографія

### Альбоми
- 667.. The Neighbour of the Beast (2004)
- Hard to Be a Rock 'n' Roller (2005)
- Hard to Be a Rock 'n' Roller.. in Kiev! (2005)
- Wig Wamania (2006)
- Hard To Be A Rock'N Roller… In Tokyo
- Live in Tokyo (2007)
- Non Stop Rock'n'Roll (2010)
- Wall Street (2012)
- Never Say Die (2021)
- Out of the Dark (2023)

### Сингли
- Crazy Things (SmashMusic/Global Music, березень 2004)
- I Turn To You/Crazy Things (Global Music, червень 2004)
- Hard to Be a Rock'n'Roller/The Drop (Voices of Wonder/VME, жовтень 2004)
- In My Dreams/Out of Time (Voices of Wonder/VME, березень 2005)
- Bless the Night/Dschengis Khan (live)/Bless the Night video (Voices of Wonder/VME, серпень 2005)
- Gonna Get You Someday/Ballrom Blitz (Voices of Wonder/VME, березень 2006)
- Daredevil Heat (Voices of Wonder/VME, травень 2006)
- Bygone Zone (Voices of Wonder/VME, жовтень 2006)